# George E. Outland

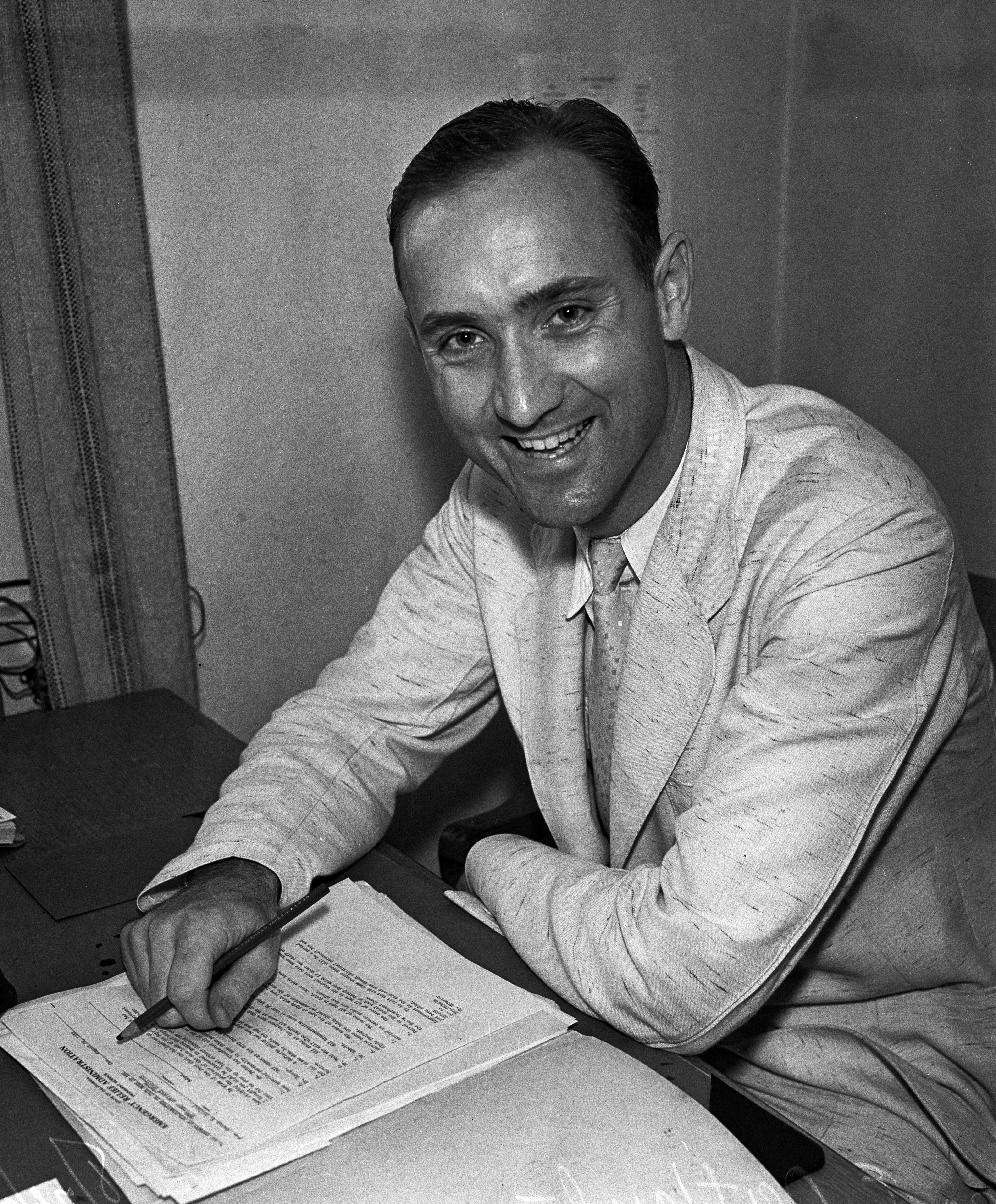
George E. Outland (1935)

George Elmer Outland (* 8. Oktober 1906 in Santa Paula, Kalifornien; † 2. März 1981 in Anacortes, Washington) war ein US-amerikanischer Politiker. Zwischen 1943 und 1947 vertrat er den Bundesstaat Kalifornien im US-Repräsentantenhaus.

## Werdegang
George Outland besuchte die öffentlichen Schulen seiner Heimat und danach bis 1928 das Whitier College. Daran schloss sich bis 1929 ein Studium an der Harvard University an. Später studierte er bis 1937 an der Yale University Philosophie. Er beendete seine Ausbildung an der University of Southern California in Los Angeles. In den 1930er Jahren arbeitete Outland in Massachusetts und Kalifornien in der Jugendarbeit für Knaben. Zwischen 1935 und 1936 leitete er das Community College in New Haven (Connecticut). Bis 1937 lehrte er in Yale; danach gehörte er bis 1942 der Fakultät des Santa Barbara State College an. Gleichzeitig schlug er als Mitglied der Demokratischen Partei eine politische Laufbahn ein. Zwischen 1942 und 1950 war er Delegierter auf den regionalen Parteitagen der Demokraten in Kalifornien. In den Jahren 1944 und 1948 nahm er an den jeweiligen Democratic National Conventions teil, auf denen Franklin D. Roosevelt und später Harry S. Truman als Präsidentschaftskandidaten nominiert wurden.
Bei den Kongresswahlen des Jahres 1942 wurde Outland im elften Wahlbezirk von Kalifornien in das US-Repräsentantenhaus in Washington, D.C. gewählt, wo er am 3. Januar 1943 die Nachfolge von John Carl Hinshaw antrat. Nach einer Wiederwahl konnte er bis zum 3. Januar 1947 zwei Legislaturperioden im Kongress absolvieren. In dieser Zeit endete der Zweite Weltkrieg. Im Jahr 1946 wurde er nicht wiedergewählt. Zwischen 1948 und 1950 leitete George Outland das Democratic State Policy Committee. Von 1947 bis 1972 gehörte er der Fakultät des San Francisco State College an. Er verbrachte seinen Lebensabend in Anacortes, wo er am 2. März 1981 starb.